# CariDee English
CariDee English, född 22 maj 1985 i Fargo, North Dakota, är en amerikansk fotomodell. Hon vann den sjunde säsongen av America's Next Top Model då hon var Tyra Banks och juryns favorit. English har sedan vinsten gjort modelljobb för CoverGirl Cosmetics och skådespelat i olika TV-serier.

## TV
- America's Next Top Model (2006)
- One Tree Hill  Episod: All These Things That I've Done (2006)
- The Tyra Banks Show (2007)
- Scarred Live (2007)
- Gossip Girl (2007) Episod: The Handmaiden's Tale (2007)